# Labena fiorii
Labena fiorii là một loài tò vò trong họ Ichneumonidae.